# قائمة المصارف في الوطن العربي
فيما يلي قائمة بالمصارف (البنوك) العاملة في الوطن العربي. أنشئ النظام الحديث لـجامعة الدول العربية في مصر في أواخر القرن التاسع عشر، في إطار حملة لعصرنة أنظمة الدولة. تعتبر البنوك العربية اليوم من بين البنوك الرائدة على مستوى الدول النامية، بل يعتبر بعضها منافس للمصارف العالمية الكبرى. في العقود الأخيرة من القرن الماضي، ظهر نظام جديد في الوطن العربي ، يهدف إلى التلائم مع القوانين الإسلام فيما يتعلق بإدارة الثروات، وبذا ظهرت المصيرفة الإسلامية.

## الجزائر

### المصرف المركزي
- بنك الجزائر[1]

### البنوك التجارية العامة
- البنك الوطني الجزائري (BNA).
- بنك الجزائر الخارجي (BEA).
- بنك الفلاحة والتنمية الريفية (BADR).
- بنك التنمية المحلية (BDL).
- القرض الشعبي الجزائري (CPA).
- الصندوق الوطني للتوفير والإحتياط (CNEP).
- الصندوق الوطني للتعاون الفلاحي (CNMA) .

### المصارف التجارية الخاصة
- سيتي بنك الجزائر
- بنك البركة الجزائر
- المؤسسة المصرفية العربية "ABC" - الجزائر
- بنك ناتكسيس
- سوسيتيه جنرال الجزائر
- بي إن بي باريبا الجزائر
- البنك العربي الجزائر
- بنك الثقة الجزائر
- بنك الخليج الجزائر
- بنك الإسكان للتجارة والتمويل الجزائر
- فرانس بنك الجزائر
- Calyon الجزائر
- بنك السلام الجزائر
- إتش إس بي سي الجزائر

## البحرين

### المصرف المركزي
- مصرف البحرين المركزي

### المصارف
- بنك أداكس
- البنك الأهلي المتحد
- مصرف السلام - البحرين
- المؤسسة المصرفية العربية
- بنك أركابيتا
- بنك تسهيلات البحرين
- بنك البحرين للتنمية
- بنك البحرين الإسلامي
- بنك البحرين والشرق الأوسط
- البنك البحريني السعودي
- بنك مسقط الدولي
- بنك البحرين والكويت
- بنك طوكيو ميتسوبيشي
- بنك بي إم بي الاستثماري
- سيتي بنك
- بنك إسكان
- بنك الخليج الدولي
- بنك إتش إس بي سي الشرق الأوسط
- بنك ICICI
- بنك الاستثمار العالمي
- بنك البحرين الوطني
- بي إن بي باريبا
- مصرف سيرة الاستثماري
- مصرف البحرين الشامل
- ستاندرد تشارترد
- بنك الدولة الهندي
- شركة ميتسوي سوميتومو المصرفية
- بنك طيب البحرين
- يو بي إس البحرين
- بنك أحاديي القرن الأسطوريين للإستثمار
- بنك الخليج المتحد

## جزر القمر

### المصرف المركزي
- المصرف المركزي لجزر القمر

### مصارف تنموية
- بنك التنمية في جزر القمر

### المصارف التجارية
- البنك الصناعي والتجاري في جزر القمر
- مصرف الاستيراد والتصدير المحدود في جزر القمر
- مؤسسة البريد الوطنية والخدمات المالية

### شبكات الإدخار المشتركة
- مصرف الإدخار والائتمان في جزر القمر
- صندوق

مصادر:
- http://www.portalino.it/banks/_km.htm
- http://www.afdb.org/pls/portal/docs/PAGE/ADB_ADMIN_PG/DOCUMENTS/FINANCIALINFORMATION/COMOROS.PDF
- http://www.thecitizen.co.tz/newe.php?id=6437 نسخة محفوظة 12 مارس 2012 على موقع واي باك مشين.

## جيبوتي

### المصرف المركزي
- المصرف جيبوتي المركزي

### المصارف التجارية
- مصرف البركة جيبوتي
- بنك جيبوتي والشرق الأوسط
- Banque Indosuez Mer Rouge
- Banque pour le Commerce et l'Industrie - Mer Rouge
- البنك البريطاني لالشرق الأوسط
- Banque de dépôt de l'Ethiopie
- Banque d'Epargne de la Somalie
- بنك التطوير
- البنك التجاري العالمي
- بنك السلام الأفريقي

المصادر:
- http://www.portalino.it/banks/_dj.htm
- http://www.muslimtrade.net/tradeguideline/djibouti/ نسخة محفوظة 8 يناير 2010 على موقع واي باك مشين.
- http://allafrica.com/stories/200812290109.html

## مصر

### المصرف المركزي
- البنك المركزي المصري

### المصارف التجارية
- بنك الأهرام
- بنك المهندس
- البنك الوطني المصري
- بنك الاسكندرية
- بنك الاتحاد الوطني
- بنك الإسكندرية الكويت العالمي
- البنك العربي الأفريقي الدولي
- البنك العربي
- المؤسسة المصرفية العربية
- البنك العربي الدولي
- بنك الاستثمار العربي
- البنك الروماني لالتجارة الخارجية
- بانكو دو برازيل
- البنك الوطني الإيراني
- بنك الإسكندرية
- Bank of America NT & SA
- بنك التجارة والتطوير
- Bank of Credit & Commerce
- بنك مصر
- بنك طوكيو
- بنك صادرات إيران
- Bankers Trust Company
- بنك الاتحاد الأوروبي
- بنك القاهرة
- بنك القاهرة وباريس
- Banque Indosuez
- بنك مصر
- بي إن بي باريبا
- بي إن بي باريبا
- باركليز
- Byblos Arab Finance Bank
- بنك القاهرة عمان
- Audi SAE-Egypt
- Chase Manhattan Overseas Corporation
- Chase National Bank of Egypt SAE
- سيتي بنك
- البنك التجاري الدولي (مصر)
- المصرف التجاري الفرنسي
- Credit Foncier Egyptien
- Credit International d'Egypt
- كريدي ليونيه
- كريدي سويس
- المصرف الإيطالي
- Dakahlia Commercial Bank
- بنك دلتا العالمي
- البنك الألماني
- Development Industrial Bank
- بنك التطوير العالمي
- Dresdner Bank AG
- البنك المصري العربي الأفريقي
- البنك المصري الأمريكي
- البنك العقاري المصري العربي
- البنك البريطاني المصري
- البنك المصري الخليجي
- Egyptian Saudi Finance Bank
- بنك الأعمال المصري
- البنك الأوروبي العربي
- البنك المصري لتنمية الصادرات
- بنك فيصل الإسلامي المصري
- Gharbia National Bank for Development
- Giza National Bank for Development
- بنك الحبيب المحدود
- بنك الإنسان والتطوير
- بنك التنمية الصناعية الباكستاني
- البنك الإسلامي العالمي
- Islamic International Bank for Investment & Development
- جمال ترست بنك
- Lloyds Bank International Ltd
- بنك المشرق
- بنك الشرق الأوسط
- البنك الأمريكي العالمي
- MISR Exterior Bank
- البنك المصري الإيراني لالتطوير
- البنك المصري الروماني
- بنك مهند
- Monte dei Paschi Banking Group
- Morgan Grenfell & Co Ltd
- بنك ناصر الإجتماعي
- البنك الوطني لالتطوير
- بنك أبوظبي الوطني
- البنك الأهلي المصري
- البنك الأهلي اليوناني
- البنك الوطني العماني
- بنك باكستان الوطني
- البنك الأهلي السوداني
- البنك الوطني المصري
- بنك الإستثمار الوطني
- National Société Générale Bank SAE
- إن أل بي جروب
- Overseas Development & Investment
- Port Said National Bank for Development
- Principal Bank for Development & Agricultural Credit
- بنك الأهرام
- Qaliubia National Bank for Development
- مصرف الرافدين
- البنك الملكي الكندي
- المؤسسة العالمية العربية للبنوك
- Société Générale Egypte Banque Française
- بنك الدولة الهندي
- بنك قناة السويس
- Sumitomo Bank
- بنك سويسرا
- Trans Arabian Investment Bank
- بنك أف نوفا سكوتيا
- بنك النيل
- إتحاد البنوك المصري
- بنك الاتحاد الوطني
- البنك التجاري الإيطالي
- بنك التجارة

Source: http://www.portalino.it/banks/_eg.htm
- بنك الإسكندرية
- البنك المصري التجاري
- البنك العربي الأفريقي
- البنك التجاري الدولي
- البنك الأهلي المصري
- بنك مصر أمريكا الدولي
- بنك فيصل الإسلامي
- البنك العربي
- البنك العقاري المصري العربي
- بنك القاهرة
- بنك مصر
- بنك قناة السويس
- بنك عمان الوطني
- بنك التعمير والإسكان
- البنك المصري الخليجي
- بنك المهندس كريدت ليونونس
- بنك مصر رومانيا
- بنك مصر اكستريور
- البنك الوطني للتنمية
- بنك مصر الدولي
- الأهلي سوسيتيه جنرال
- البنك المصري المتحد
- البنك المصري الأمريكي
- المصرف الإسلامي الدولي
- البنك الوطني المصري
- البنك العربي
- بنك الاستثمار العربي
- بنك القاهرة باركليز
- بنك مصر إيران للتنمية
- سيتي بنك
- اتش اس بي سي
- البنك التجاري الدولي
- بنك الاستثمار القومي
- البنك المصري لتنمية الصادرات
- بنك العمال المصري
- بنك فيصل الإسلامي المصري
- كريدت ليونيه
- جمال ترست بنك
- بنك الدلتا الدولي
- بنك القاهرة
- بنك صادرات إيران
- بنك التمويل المصري السعودي
- بنك الإسكندرية التجاري والبحري
- أمريكان اكسبريس بنك
- البنك العربي الأفريقي الدولي
- بنك اوف نوفا اسكوشيا
- البنك الوطني العماني
- بنك القاهرة الشرق الاقصي
- بنك المهندس
- البنك الأهلي اليوناني
- البنك الأهلي الباكستاني
- البنك الأهلي سوسيته جنرال
- مصرف الرافدين
- البنك الأهلي السوداني
- بنك قناة السويس
- البنك المصري التجاري
- بنك مصر أمريكا الدولي
- البنك الوطني للتنمية
- بنك التجارة والتنمية - التجاريين
- البنك المصري المتحد
- بنك بورسعيد الوطني
- البنك المصري الخليجي
- البنك العقاري المصري العربي
- بنك التنمية الصناعية المصري
- البنك الرئيسي للتنمية والإئتمان الزراعي
- بنك الشركة المصرفية العربية الدولية
- بنك كريدي أجريكول أندوسويس
- بنك التعمير والإسكان
- المصرف الإسلامي الدولي للاستثمار والتنمية
- بنك المؤسسة العربية المصرفية
- بنك أبو ظبي الوطني
- بنك المشرق
- المصرف العربي الدولي

## العراق

### المصرف  المركزي
- البنك المركزي العراقي

### المصارف  الكبرى
- مصرف الرافدين
- مصرف الرشيد

## الأردن
- المؤسسة المصرفية العربية
- البنك العربي
- مصرف الراجحي
- بنك عودة
- بنك الأردن
- بنك لبنان والمهجر
- بنك القاهرة عمان
- كابيتال بنك]]
- البنك المركزي الأردني
- سيتي بنك
- البنك العقاري المصري العربي
- إتش إس بي سي
- البنك العربي الإسلامي الدولي
- البنك الاستثماري
- البنك الأهلي الأردني
- البنك التجاري الأردني
- بنك صفوة الإسلامي
- البنك الإسلامي الأردني
- البنك الأردني الكويتي
- بنك الكويت الوطني
- بنك أبوظبي الوطني
- مصرف الرافدين
- سوسيتيه جنرال
- ستاندرد تشارترد
- بنك الإسكان للتجارة والتمويل
- البنك الإسلامي الأردني
- بنك الاتحاد

## الكويت
- بنك الكويت المركزي
- بنك الكويت الوطني
- بنك الخليج
- بنك الكويت التجاري
- بنك الأهلي الكويتي
- البنك الأهلي المتحد
- بنك الكويت العالمي
- بنك برقان
- بيت التمويل الكويتي
- بنك بوبيان
- بنك البحرين والكويت
- بنك الكويت الصناعي
- بنك المال و الإدخار
- إتش إس بي سي
- بي إن بي باريبا
- سيتي بنك
- بنك المشرق
- Warba Bank
- بنك أبوظبي الوطني
- بنك ضحى
- بنك قطر الوطني
- بنك الراجحي
- بنك مسقط

## لبنان

### المصرف  المركزي
- مصرف لبنان

### المصارف الكبرى
- بنك بيروت
- البنك اللبناني الفرنسي S.A.L
- BLOM Bank S.A.L.
- Byblos Bank S.A.L.
- Crédit Libanais S.A.L.
- Federal Bank of Lebanon S.A.L.
- Fransabank S.A.L.
- سيتي بنك
- Audi Saradar Bank S.A.L
- بنك الإبل S.A.L

### مصارف أخرى
- B.L.C. Bank S.A.L.
- Al-Mawarid Bank S.A.L.
- Arab Investment Bank S.A.L.
- Bank Al Madina S.A.L.
- Banque BEMO S.A.L.
- Banque de la Bekaa S.A.L.
- Banque de l'Habitat S.A.L.
- Banque de l'Industrie Et Du Travail S.A.L.
- Banque Lati S.A.L.
- Banque Misr Liban S.A.L.
- BBAC S.A.L.
- Creditbank S.A.L.
- FFA Private Bank
- Finance Bank S.A.L.
- First National Bank S.A.L.
- MEAB S.A.L.
- Méditerranée Investment Bank S.A.L.
- Near East Commercial Bank S.A.L.
- Société Générale de Banque au Liban S.A.L.

### Foreign banks
- Arab Finance House S.A.L.
- بنك روما S.P.L
- بنك الكويت و العالم العربي
- BANKMED S.A.L.
- Banque Nationale de Paris "Intercontinentale"
- إتش إس بي سي الشرق الأوسط
- Intercontinental Bank of Lebanon S.A.L.
- Standard Chartered Bank S.A.L.
- Lebanese Canadian Bank S.A.L.
- Lebanese Islamic Bank S.A.L.
- Lebanese Swiss Bank S.A.L.
- Lebanon & Gulf Bank S.A.L.
- Société Nouvelle de la BANQUE de SYRIE et du LIBAN S.A.L.
- Syrian Lebanese Commercial Bank S.A.L.
- National Bank of Kuwait (Lebanon) S.A.L.

## ليبيا

### المصرف  المركزي
- مصرف ليبيا المركزي

### مصارف
- Alsaraya Trading And Devolpment Bank
- Aman Bank for Commerce & Development
- Al-Wafa Bank
- Alejmaa Alarabi Bank
- بنك الساحل والصحراء للإستثمار التجاري الليبي
- Jamahiriya Bank
- المصرف الليبي الخارجي
- Libyan Development Bank
- Mediterranean Bank
- المصرف الزراعي
- National Banking Corporation
- البنك الأهلي التجاري
- مصرف الصحارى
- Savings and Real Estate Bank of Libya
- Tripoli Agricultural Bank
- مصرف الأمة
- Wahda Bank

Sources:
- http://www.portalino.it/banks/_ly.htm
- List of Libyan Banks
- http://www.cbl.gov.ly/en/variant/index.php?cid=102

## موريتانيا

### مصرف المركزي
- البنك المركزي الموريتاني or (Banque Centrale de Mauritanie)

### Banks
- Banque Arabe Africaine en Mauritanie
- Banque Arabe Libyenne Mauritanienne pour le Commerce Extérieur
- Banque Internationale pour la Mauritanie
- Banque Mauritanienne Nationale
- Banque Mauritanienne pour le Commerce International
- Banque Mauritanienne pour le Développement et le Commerce
- Banque Mondiale en Mauritanie
- Caisse Centrale de Coopération Économique
- Chinguitty Bank
- Generale de Banque de Mauritanie pour l'Investissement et le Commerce
- Union de Banques de Development

Source: http://www.portalino.it/banks/_mr.htm

## المغرب

### المصرف  المركزي
- بنك المغرب

### البنوك الكبرى
- التجاري وفا بنك (ولد من اندماج البنك التجاري المغربي وبنك الوفاء)
- البنك المغربي للتجارة الخارجية
- القرض الفلاحي المغرب
- مجموعة البنك الشعبي
- القرض العقاري والسياحي
- البنك المغربي للتجارة والصناعة
- الشركة العامة المغرب
- مصرف المغرب
- البريد بنك

### مصارف الإستثمار
- سي إف جي بنك
- Attijari Finances Corp.
- BMCE Capital
- سي دي جي كابيتال
- سي إف جي بنك
- بنك التمويل و الإنماء
- Capital Trust Maroc

### مصارف أخرى
- ايه بي ان امرو
- البنك العربي (المغرب)
- سيتي بنك المغرب
- القرض العقاري و السياحي
- صندوق التجهيز الجماعي
- ميديا فينانس
- بنك اليسر
- التجاري للعقار
- وفا للعقار
- الإتحاد المغربي للأبناك
- بنك سباديل
- كيشا بنك
- المركز المغربي للنقديات
- ميا للخدمات المالية
- سياش بنك
- الأخضر بنك
- أمنية بنك
- الصفا بنك
- البنك الشعبي المركزي
- البنك الوطني المغربي
- ضمان بنك
- البنك العربي
- البنك المغربي الإتحادي
- البنك الإسلامي
- وفاء بنك
- البنك العقاري المغربي
- بنك المغرب للتنمية
- Banco Immobiliario y Mercantil de Marruecos
- Bank Al Amal
- Banque Marocaine pour l'Afrique et l'Orient
- Banque Nationale pour le Développement Économique
- Bex-Maroc
- سيتي بنك
- البنك التجاري الألماني
- البنك الشعبي المركزي
- Limar Bank Casa Union Marocaine de Banques
- Raw-Mat Bank
- Société de Banque & de Crédit
- Société Marocaine de Depôt et de Crédit
- Société Mithaq Al Maghrib
- Union Bancaria Hispano Marroqui Uniban
- Union Marocaine des Banques

## قطر
- مصرف قطر المركزي
- البنك التجاري القطري
- البنك العربي
- بنك قطر الوطني
- ستاندرد تشارترد
- بنك قطر الدولي
- Masraf Al Rayan
- مصرف قطر الإسلامي
- Qatar International Islamic Bank
- إتش إس بي سي
- بنك صادرات ايران
- البنك المتحد المحدود الباكستاني
- بنك قطر للتنمية
- al khalij Commercial Bank
- Doha Bank
- بنك المشرق
- البنك الأهلي القطري
- بي إن بي باريبا
- Barwa Bank

## سوريا

### المصرف مركزي
- مصرف سورية المركزي

### مصارف عامة
- المصرف التجاري السوري
- Industrial Bank of Syria
- المصرف الزراعي التعاوني
- Popular Credit Bank
- Real-Estate Bank
- Saving Bank

### مصارف خاصة
- بنك سوريا والخليج
- بنك بيمو السعودي الفرنسي
- بنك سوريا والمهجر http://www.bso.com.sy
- المصرف الدولي للتجارة والتمويل
- بنك عودة
- البنك العربي
- بنك بيبلوس
- بنك قطر الوطني
- بنك الشرق
- [[State Bank of Anand Sundaram {Kammanahalli }]]

### Islamic banks
- بنك سورية الدولي الإسلامي
- بنك شام الإسلامي

## الصومال

### مصرف المركزي
- البنك المركزي الصومالي

### Development bank
- Somali Development Bank

### المصارف التجارية
- National Bank of Somalia
- البنك المركزي الصومالي
- Somali Commercial Bank
- Al Barakaat Bank, Mogadishu
- Dalsan Bank
- Universal Bank of Somalia (UBSOM)

المصادر:
- http://somalbanca.org/home.html
- البنك المركزي الصومالي
- http://www.nbos.org/
- http://www.portalino.it/banks/_so.htm

## السودان

### المصرف المركزي
- بنك السودان المركزي

البنك الزراعي السوداني
بنك البركة
- Al Shimal Islamic Bank
- Animal Resources Bank
- المصرف العربي للتنمية الاقتصادية في إفريقيا
- بنك الخرطوم
- [بنك امدرمان الوطني]]
- بنك الساحل والصحراء للإستثمار التجاري الليبي
- Blue Nile Bank
- تشيس
- سيتي بنك
- El Nilein Bank
- Expetriate Bank
- بنك فيصل الأسلامي السوداني
- Financial Investment Bank
- بنك الحبيب المحدود
- Industrial Bank of Sudan
- البنك الدولي للإنشاء والتعمير
- بنك ايفوري
- Islamic Bank for Western Sudan
- Islamic Co-operative Development Bank
- Khartoum Bank
- بنك المشرق
- بنك الشرق الأوسط
- بنك أبوظبي الوطني
- البنك الأهلي السوداني
- National Development Bank
- National Export/Import Bank
- Nilein Bank
- People Co-operative Bank
- Saudian Sudanese Bank
- Sudan Agricultural Bank
- Sudan Commercial Bank
- Sudanese Baraka Bank
- Sudanese Estates Bank
- Sudanese French Bank
- Sudanese International Bank
- Sudanese Islamic Bank
- Sudanese National Bank
- Sudanese Saudian Bank
- Sudanese Savings Bank
- Tadamon Islamic Bank
- Unity Bank
- Union Trust Bank

Source: http://www.portalino.it/banks/_sd.htm

### جنوب السودان

#### المصرف المركزي
- بنك جنوب السودان المركزي

#### المصارف التجارية
- بنك ايفوري
- Kenya Commercial Bank
- بنك النيل التجاري

المصادر:
- http://www.gossmission.org/goss/index.php?option=com_content&task=view&id=455&Itemid=210

## تونس

### المصرف  المركزي
- البنك المركزي التونسي ( http://www.bct.gov.tn نسخة محفوظة 1 يوليو 2010 على موقع واي باك مشين. )

### المصارف
- Alubaf International Bank
- بنك الأمان
- المؤسسة المصرفية العربية
- البنك العربي لتونس
- Bankers Trust Company
- Banque Arabe Tuniso Libyenne de Développement et le Commerce Extérieur
- Banque de Coopération du Maghreb Arabe
- Banque de Développement Économique de Tunisie
- بنك الإسكان
- البنك التونسي
- Banque de Tunisie et des Emirats d'Investissement
- بنك الجنوب (أمريكا اللاتينية)
- البنك الفرنسي التونسي
- بنك تونس العربي الدولي
- البنك الوطني الفلاحي
- Banque Nationale de Développement Touristique
- البنك الوطني التونسي
- Banque Tuniso Qatarie d'Investissement
- Banque Tuniso-Koweitienne de Développement
- بنك بيت التمويل التونسي السعودي
- سيتي بنك
- Credit Foncier et Commercial de Tunisie
- بنك شمال أفريقيا العالمي
- الشركة التونسية للبنك
- بنك تونس العالمي
- Union Bancaire pour le Commerce et l'Industrie
- بنك الاتحاد العالمي للبنوك
- الإتحاد التونسي للبنوك

Source: http://www.portalino.it/banks/_tn.htm

## الإمارات العربية المتحدة

### المصارف التجارية الكبرى
- بنك أبوظبي التجاري
- بنك أبوظبي الوطني
- بنك دبي الوطني
- جهاز أبوظبي للاستثمار
- بنك الإمارات دبي الوطني
- بنك المشرق
- أمريكان اكسبريس
- بنك أوف أمريكا
- بنك الصين
- بنك الهند
- سيتي بنك
- البنك الهندي
- جي بي مورجان تشايس
- ايه بي ان امرو
- بنك أف نوفا سكوتيا
- كريدي سويس
- البنك الألماني
- فورتس بي ان بي باريبا
- بنك الكويت الوطني
- Royal Bank of Scotland
- البنك العربي
- بنك نيويورك
- بنك هانغ سانغ
- بنك ICICI
- رويال بنك أف كندا
- بنك الدولة الهندي
- بنك تورنتو دومينيون
- بنك الدولة الهندي
- Axis Bank
- البنك الوطني الإيراني
- بنك صادرات ايران
- مصرف الخليج التجاري
- بنك الأردن
- Allied Bank
- ستاندرد تشارترد
- بنك برودا
- إتش إس بي سي
- بنك الخليج الأول
- بنك الحبيب المحدود
- بنك الاتحاد
- بنك رأس الخيمة الوطني
- بنك دبي التجاري
- Invest Bank
- Gulf Merchant Bank
- Commercial Bank International

### المصارف الإسلامية
- بنك دبي الإسلامي
- مصرف الإمارات الإسلامي http://www.emiratesislamicbank.ae/en/
- مصرف الشارقة الإسلامي http://www.sib.ae/
- مصرف أبوظبي الإسلامي http://www.adib.ae/ar
- المصرف التجاري الإسلامي
- مصرف نور الإسلامي

### Defunct or merged banks
- بنك الاعتماد والتجارة الدولي

## اليمن

### المصرف  المركزي
- البنك المركزي اليمني

### المصارف
- البنك الأهلي اليمني
- بنك سبأ الإسلامي
- بنك التضامن الإسلامي
- البنك اليمني للإنشاء والتعمير
- بنك اليمن والكويت
- البنك التجاري اليمني
- بنك اليمن والكويت
- بنك اليمن الدولي
- البنك المتحد المحدود الباكستاني
- البنك العربي
- بنك اليمن والخليج
- مصرف اليمن البحرين الشامل
- بنك التسليف التعاوني والزراعي
- بنك القطيبي الإسلامي